# Coupe d'Islande de football 1987
La coupe d'Islande 1987 de football est la 28e édition de la Coupe nationale de football.
Elle s'est disputée du 27 mai 1987 au 30 août 1987, avec la finale jouée au Laugardalsvöllur à Reykjavik.
La Coupe revêt une haute importance puisque le vainqueur est qualifié pour la Coupe des Coupes (Si un club gagne à la fois le championnat et la Coupe, c'est le finaliste de la Coupe qui prend sa place en Coupe des Coupes).
Les 10 clubs de 1. Deild ne rentrent qu'en huitièmes de finale, alors que les clubs des divisions inférieures entrent au fur et à mesure des 3 tours préliminaires. Les équipes se rencontrent sur un  match simple. En cas de match nul, une séance de tirs au but détermine le vainqueur.
Le Fram Reykjavik gagne la 6e Coupe d'Islande de son histoire en écrasant en finale le Víðir Garður 5-0 et se qualifie du même coup pour la Coupe des Coupes. 

## Premier tour
| Équipe 1                     | Résultat | Équipe 2                     |
| ---------------------------- | -------- | ---------------------------- |
| Augnablik                    | 3 - 1    | Hafnir                       |
| UMF Njarðvík (D3)            | 0 - 0    | Afturelding Mosfellsbær (D3) |
| þrottur Norðfjörður          | 4 - 1    | Hrafnkell Fr.                |
| þrottur Reykjavik (D2)       | 3 - 1    | Breiðablik Kopavogur (D2)    |
| Valur Reyðarfjörður          | 1 - 4    | Höttur Egilsstaðir           |
| Tindastoll Saudarkrokur (D3) | 1 - 3    | KS Siglufjörður (D2)         |
| Leiftur Ólafsfjörður (D2)    | 10 - 0   | Neisti H.                    |
| UMF Skallagrimur (D3)        | 3 - 2    | Snaefell                     |
| Huginn Seyðisfjörður         | 2 - 1    | Austri Eskifjörður           |
| Leiknir Reykjavik            | 11 - 0   | Léttir                       |
| Armann Reykjavik             | 1 - 3    | Vikverji                     |
| Reynir Sandgerði             | 5 - 1    | Arvakur                      |
| Hamar Hveragerði             | 1 - 2    | Grótta Seltjarnarnes         |
| IR Reykjavik (D2)            | 4 - 1    | IK Kopavogur                 |
| Vikingur Reykjavik (D2)      | 2 - 0    | Haukar Hafnarfjörður         |

## Deuxième tour
| Équipe 1                  | Résultat | Équipe 2                     |
| ------------------------- | -------- | ---------------------------- |
| Augnablik                 | 1 - 2    | Stjarnan Gardabaer           |
| ÍBV Vestmannaeyjar (D2)   | 2 - 1    | Fylkir Reykjavik (D3)        |
| Vikingur Reykjavik (D2)   | 3 - 1    | þrottur Reykjavik (D2)       |
| Höttur Egilsstaðir        | 1 - 3    | Einherji (D2)                |
| KS Siglufjörður (D2)      | 7 - 0    | Svarfdaelir                  |
| þrottur Norðfjörður       | 5 - 0    | Huginn Seyðisfjörður         |
| IR Reykjavik (D2)         | 1 - 0    | Skotfélag Reykjavik          |
| Leiftur Ólafsfjörður (D2) | 1 - 0    | Magni Grenivik               |
| UMF Selfoss (D2)          | 5 - 0    | UMF Skallagrimur (D3)        |
| Leiknir Reykjavik         | 3 - 2    | Afturelding Mosfellsbær (D3) |
| Grótta Seltjarnarnes      | 1 - 2    | Reynir Sandgerði             |
| Vikverji                  | 1 - 2    | UMF Grindavík                |

## Troisième tour
| Équipe 1                  | Résultat | Équipe 2                |
| ------------------------- | -------- | ----------------------- |
| þrottur Norðfjörður       | 2 - 1    | Einherji (D2)           |
| IR Reykjavik (D2)         | 3 - 2    | Vikingur Reykjavik (D2) |
| UMF Grindavík             | 2 - 0    | UMF Selfoss (D2)        |
| Leiftur Ólafsfjörður (D2) | 0 - 0    | KS Siglufjörður (D2)    |
| Leiknir Reykjavik         | 2 - 4    | ÍBV Vestmannaeyjar (D2) |
| Reynir Sandgerði          | 3 - 2    | Stjarnan Gardabaer      |

## Huitièmes de finale
- Entrée en lice des 10 équipes de 1. Deild

| Équipe 1                | Résultat | Équipe 2                  |
| ----------------------- | -------- | ------------------------- |
| ÍA Akranes (D1)         | 1 - 2    | ÍBK Keflavík (D1)         |
| KA Akureyri (D1)        | 0 - 0    | þor Akureyri (D1)         |
| ÍBV Vestmannaeyjar (D2) | 0 - 0    | KR Reykjavik (D1)         |
| Reynir Sandgerði        | 3 - 4    | Leiftur Ólafsfjörður (D2) |
| þrottur Norðfjörður     | 0 - 2    | Víðir Garður (D1)         |
| IR Reykjavik (D2)       | 0 - 6    | Fram Reykjavik (D1)       |
| FH Hafnarfjörður (D1)   | 1 - 2    | Völsungur Húsavík (D1)    |
| UMF Grindavík           | 1 - 2    | Valur Reykjavik (D1)      |

## Quarts de finale
| Équipe 1                  | Résultat | Équipe 2               |
| ------------------------- | -------- | ---------------------- |
| þor Akureyri (D1)         | 0 - 0    | ÍBK Keflavík (D1)      |
| Leiftur Ólafsfjörður (D2) | 1 - 3    | Fram Reykjavik (D1)    |
| Víðir Garður (D1)         | 2 - 0    | KR Reykjavik (D1)      |
| Valur Reykjavik (D1)      | 0 - 0    | Völsungur Húsavík (D1) |

## Demi-finales
| Équipe 1            | Résultat | Équipe 2             |
| ------------------- | -------- | -------------------- |
| Fram Reykjavik (D1) | 3 - 1    | þor Akureyri (D1)    |
| Víðir Garður (D1)   | 1 - 0    | Valur Reykjavik (D1) |

## Finale
| 30 août 1987 | Fram Reykjavik (D1)                                                                                 | 5 - 0 | Víðir Garður (D1) | Laugardalsvöllur, Reykjavik                          |                                                      |
|              | Guðmundur Steinsson 17e, 26e · Ragnar Margeirsson 22e · Vidar þorkelsson 49e · Ormarr Orlygsson 52e |       |                   | Spectateurs : 3 784 Arbitrage : Guðmunður Haraldsson | Spectateurs : 3 784 Arbitrage : Guðmunður Haraldsson |
|              | (Rapport)                                                                                           |       |                   | Spectateurs : 3 784 Arbitrage : Guðmunður Haraldsson | Spectateurs : 3 784 Arbitrage : Guðmunður Haraldsson |

- Le Fram Reykjavik remporte sa 6e Coupe d'Islande et est qualifié pour la Coupe des Coupes 1988-1989.